# Acronicta marginata
Acronicta marginata là một loài bướm đêm trong họ Noctuidae.